# B.I.T.O.N.
B.I.T.O.N. (vaak ook Biton, hierna steeds zo aangeduid) is een Utrechtse studentenvereniging. De vereniging werd oorspronkelijk opgericht in 1973 als ondervereniging van S.S.R. Utrecht, met de naam Ben Ik Terecht Of Niet, maar splitste zich in 1974 af om een eigen vereniging te vormen. 

## Karakteristieken

### Doelstelling en motto
Zoals veel studentenverenigingen die ooit uit een S.S.R. voortkwamen heeft Biton formeel een christelijke grondslag, die uitgaat van menselijke waarden, in het bijzonder zoals deze waarden in het evangelie tot uiting komen. In de praktijk is Biton al tientallen jaren geen christelijke vereniging meer.
Volgens de statuten staat de afkorting niet (meer) voor Ben Ik Terecht Of Niet, maar voor Basis In Tempore Oppressionis Nata, "De grondvesten zijn ontstaan in een tijd van onderdrukking". Ze heeft de reputatie alternatief te zijn maar profileert zichzelf bij voorkeur als divers.
Biton heeft geen ontgroening, maar wel een verplichte introductietijd die niet gebaseerd is op anciënniteit, maar op gelijkwaardigheid. Leden bepalen zelf hoe actief ze worden binnen de vereniging: behalve de introductie en het betalen van contributie is niets verplicht.

### Activiteiten
Tussen 2004 en 2021 organiseerde B.I.T.O.N. tijdens de Utrechtse Introductie Tijd het gratis toegankelijjke popfestival genaamd Biton Open Air, waarin aanstormend talent zijn kunsten kon vertonen. Optredens vonden plaats in het sociëteitsgebouw en in het Zocherpark. Daarnaast treden er met enige regelmaat ook reeds bekende artiesten zoals Spinvis in de sociëteit op.

## Geschiedenis

### Voorgeschiedenis
Na de Tweede Wereldoorlog, kwamen er conflicten binnen de Unie der S.S.R., de Unie waar de vroege voorvader van Biton, S.S.R. Utrecht, onderdeel van uitmaakte. Er werden verscheidene discussies gevoerd over de interpretatie van de gereformeerde grondslag. In 1950 leidde dit tot een "Moderamen-verklaring": S.S.R. Utrecht zou op vooroorlogse voet verdergaan en de grondslag zou weer strikt geïnterpreteerd worden. Geen confrontatie met, maar conformatie aan de grondslag, zo werd gesproken.
Hoewel dit de identiteit van de vereniging leek te verzekeren, ontstonden er toch problemen. In de eerste helft van de jaren 50 liep het ledental met de helft terug. De nieuwe generatie had de discussies omtrent de grondslag niet alleen niet meegemaakt, maar zij bleken ook nog eens veel losser met hun gereformeerde achtergrond om te gaan..
In het tijdperk 1968 tot 1973 veranderde er veel in de studentenwereld. In Parijs waren er studentenrevoltes en in Amsterdam werd het Maagdenhuis bezet. Dit had ook zijn impact op het Utrechtse studentenleven, zo kregen C.S. Veritas en S.S.R. Utrecht een koffiebar die ook bezocht mocht worden door niet-leden. In 1968 schafte S.S.R. Utrecht zelfs zijn mores en ontgroening af. Het nut van een strikt gereformeerde grondslag werd in twijfel getrokken en uiteindelijk werd deze gewijzigd in een algemeen-christelijke. Deze grondslag is, ondanks discussies om hem te veranderen, tot op de dag van vandaag nog steeds de grondslag van Biton.
In 1972 gingen de ontwikkelingen een kleine groep leden te ver. Een voorstel om de statuten te wijzigen zodat ook niet-studenten lid konden worden en daarnaast de grondslag te veranderen in Ieder mens is gelijkwaardig en vrij en heeft het recht te leven in een rechtvaardige maatschappij. was volgens hen te links. Ook beviel het hen niet dat het bestuur streefde S.S.R. Utrecht een open jongerenvereniging te maken en dat het bestuur van tijd tot tijd bepaalde politieke acties moreel steunde zonder toestemming van de leden. Dit ging zelfs zo ver dat in april 1973 een groep leden het pand van S.S.R. Utrecht bezette. Dit was de eerste aanzet tot wat later Biton zou worden. De ervaringen van de bezetters c.s. waren namelijk bijzonder positief: de gezindheid en de band onderling wilde men behouden en organiseren in een zogenaamde ondervereniging om op deze wijze te blijven trachten de foutlopende zaak ten goede te keren.

### Ontwikkelingen
Op 13 mei 1973 vond de oprichting plaats. Hoewel het aanvankelijk nog een ondervereniging was van S.S.R. Utrecht, stapte Biton op 17 februari 1974 definitief uit het S.S.R.-verband.
Snel na de begindagen begint het christelijke karakter af te nemen. 'In 1976 riep de praeses van de vereniging nog wel op tot een herstel van het gereformeerde karakter, maar tevergeefs. De christelijke grondslag, die uitgaat van menselijke waarden, in het bijzonder zoals deze waarden in het evangelie tot uiting komen, bestaat nog steeds.

## Verenigingspand
De eerste jaren van zijn bestaan was B.I.T.O.N. gehuisvest in verschillende werfkelders aan de Oude- en Nieuwegracht. Het pand aan het Lucasbolwerk werd in 1987 betrokken. Deze sociëteit wordt De Rook genoemd, naar een erelid van de vereniging.

## Interne structuur
Biton is met haar 400 leden binnen Utrecht een relatief kleine vereniging. De vereniging telt verschillende commissies, en de samenstelling daarvan wordt bepaald door loting. Behalve de introductie en het betalen van contributie hebben leden geen verplichtingen. De vereniging kent verschillende disputen en clubs. Vanwege haar verticale structuur en kleinschalige karakter heeft Biton geen jaarclubs.

## Externe structuur
In 1992 richtte Biton samen met enkele andere Nederlandse studentengezelligheidsverenigingen het zusterverband Zusterlijke Eenheid uit Saamhorigheid (Z.E.U.S) op. Daarnaast is Biton ook lid van de Federatie Utrechtse Gezelligheidsverenigingen. 